# Hafenbahn des Kantons Basel-Stadt

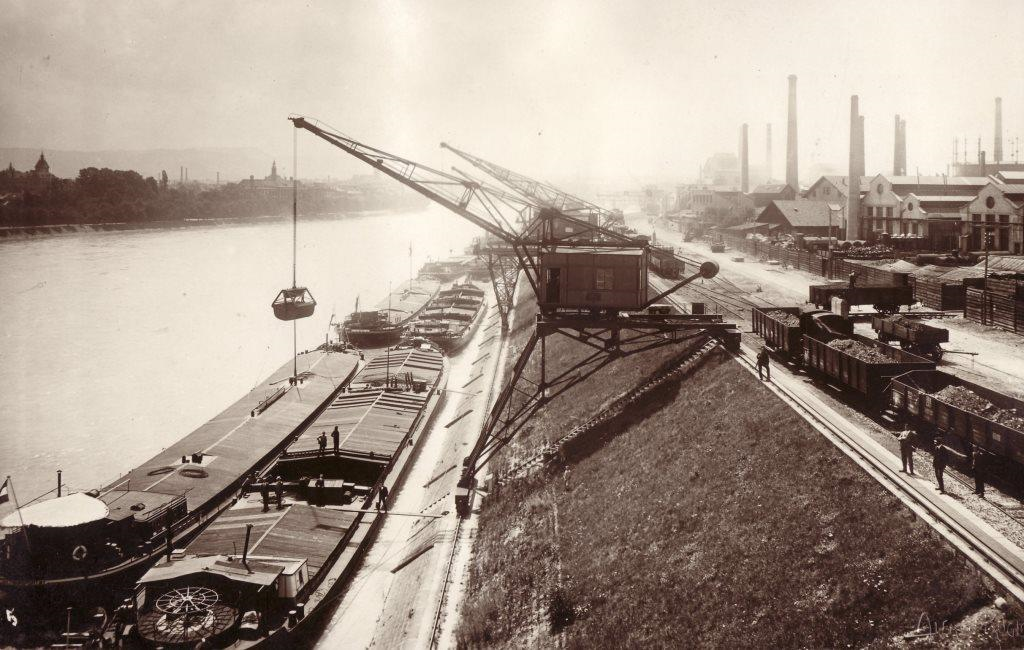
Rheinhafen St. Johann im Jahr 1919

Die Hafenbahn des Kantons Basel-Stadt (HBS) war ein konzessioniertes schweizerisches Eisenbahnunternehmen, welches als normalspurige Güterbahn die Rheinhäfen der Stadt Basel an das Netz der Deutschen Bahn anschloss.
Bis Ende 2009 bestand eine weitere Strecke, die an die Schweizerischen Bundesbahnen und Société nationale des chemins de fer français (SNCF) anschloss. Im Dezember 2010 wurde die Hafenbahn Schweiz (HBSAG) gegründet, welche per Anfang 2011 die beiden kantonalen Hafenbahnen von Basel-Stadt und Baselland übernahm.
Die Hafenbahn schliesst den rechtsrheinischen Rheinhafen Kleinhüningen an den Rangierbahnhof des badischen Bahnhofes an. Eine separate linksrheinische Strecke erschloss von 1911 bis Ende 2009 den ehemaligen Rheinhafen St. Johann und verband ihn mit dem SBB/SNCF-Bahnhof St. Johann.
Das Unternehmen war für eine sichere Infrastruktur sowie für einen reibungslosen Betrieb auf seinen Strecken verantwortlich. Mit der Betriebsführung war SBB Infrastruktur beauftragt.
Die Hafenbahn wurde 1924 gegründet. Sie besass keine eigenen Fahrzeuge.